# DJ Qbert

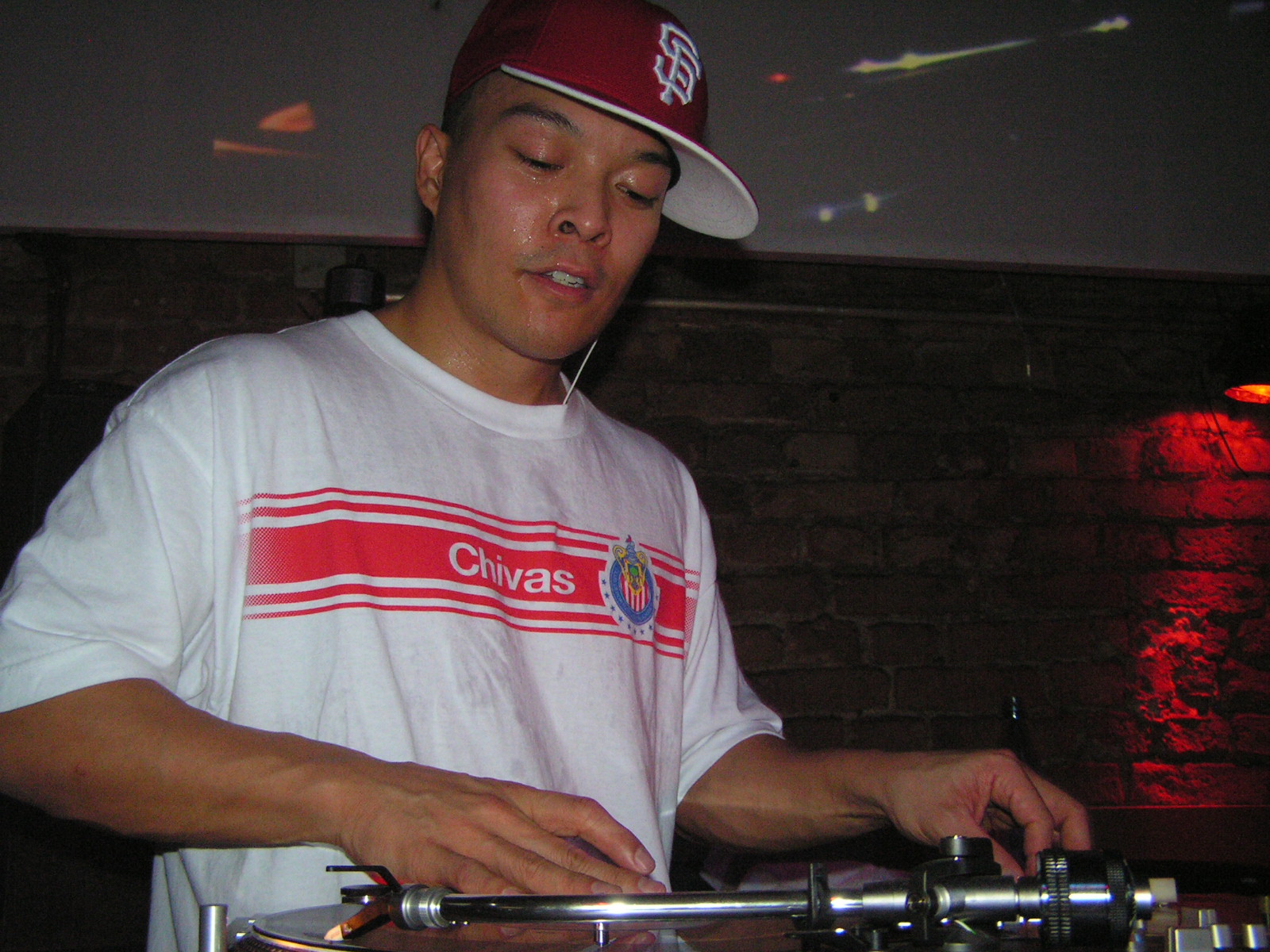
DJ QBert (2008)

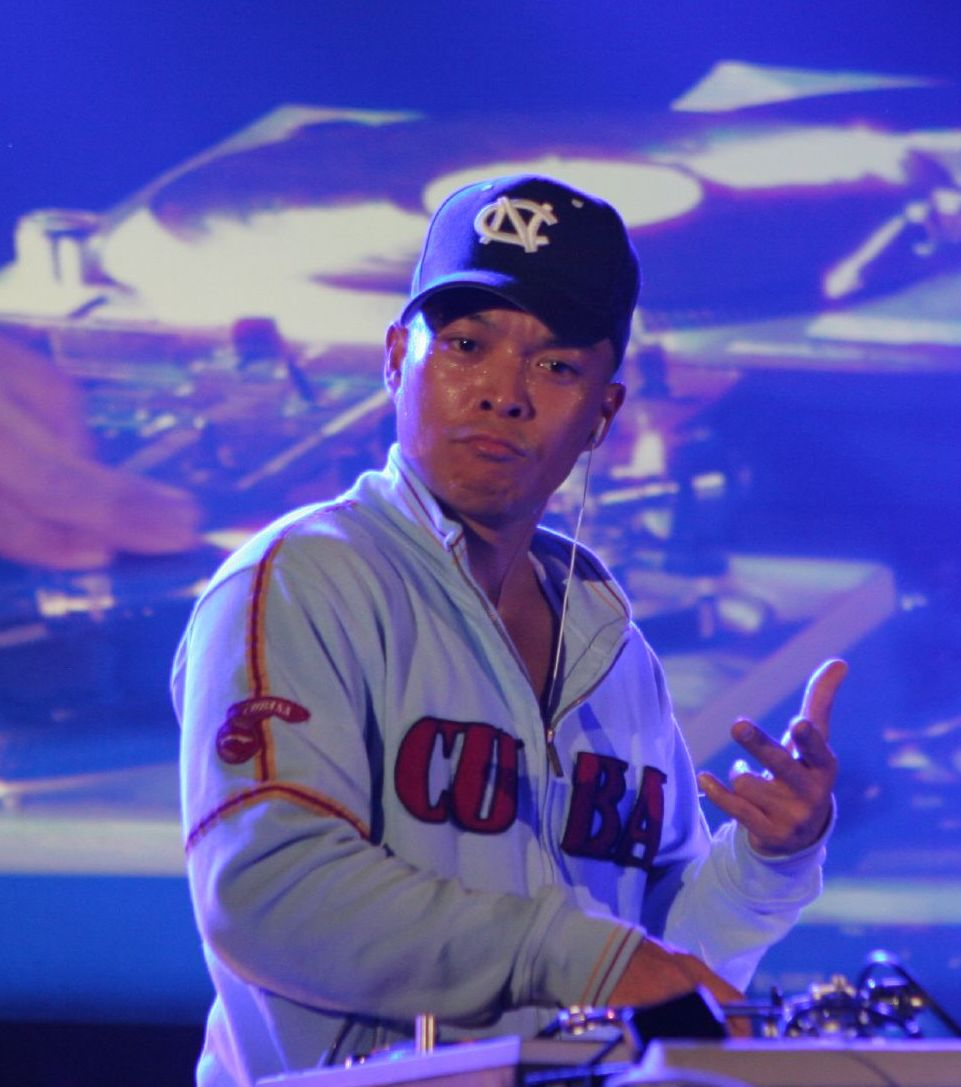
DJ Qbert bei den DMC World DJ Championships in Lyon, 2006.

DJ Qbert (* 7. Oktober 1969 in Daly City; bürgerlich Richard Quitevis) ist Mitbegründer und einer der wichtigsten DJs in der amerikanischen Turntablism-Szene. Neben DJ Disk und DJ Flare gilt er als Pionier des Turntablism; viele der heute weltweit geübten Scratches sind seine Erfindung. Qberts Name entstammt dem Arcadespiel Q*bert von 1982.

## Leben
Der DJ aus San Francisco beschäftigt sich seit Beginn der 1980er Jahre mit dem Auflegen von Platten. Zusammen mit Mix Master Mike und DJ Apollo bildete er die Crew FM20. Auf Einladung von Crazy Legs, der sie in New York auflegen sehen hatte, wurden sie Mitglieder der Rock Steady Crew. Als Rocksteady DJs gewannen sie 1992 die DMC-Meisterschaften und siegten auch bei den darauffolgenden.
DJ Qbert gründete auch die legendäre Turntablism-Crew The Invisibl Skratch Piklz, weitere Mitglieder sind Yogafrog, D-Styles und DJ Flare.
Im Jahr 1997 erschien das Album Camel Bobsled Race, auf dem Qbert mit einem Live-Mix der Musik von DJ Shadow zu hören ist.
1998 trat er im Dokumentarfilm Hang the DJ auf. Im gleichen Jahr veröffentlichte Qbert das erste reine Scratchalbum unter dem Titel Wavetwisters. Zu diesem Album entstand 2001 ein kompletter, gleichnamiger Zeichentrickfilm. Bilder und Animationen wurden hier nachträglich passend zum Ton entworfen.
Qberts Plattenlabel Dirtstyle Records ist eines der bedeutendsten im Sektor der reinen Scratchplatten, also Schallplatten, die nicht zum normalen Abhören gedacht sind, sondern ausschließlich Beatloops und kurze Geräusch- und Stimmen-Samples enthalten.

## Auszeichnungen
- DMC USA Champion 1991
- DMC World Champion 1992
- DMC World Champion 1993
- DMC World Champion 1994

## Filmografie (Auswahl)
- 1998: Hang The DJ (Dokumentarfilm)
- 2001: Wave Twisters
- 2001: Scratch the Movie (Dokumentarfilm)